# Yoël Armougom
Yoël Armougom (* 5. Juni 1998 in Saint-Denis) ist ein französischer Fußballspieler, der bei Clermont Foot unter Vertrag steht.

## Karriere
Armougom begann seine fußballerische Ausbildung bei der AS Bretagne und dem Saint-Denis FC auf Réunion. Im Sommer 2016 wechselte er auf das französische Festland zu SM Caen. Bereits Ende der Saison 2016/17 sammelte er erste Erfahrungen in der zweiten Mannschaft Caens in der National 3. Am 28. Oktober 2017 (11. Spieltag) wurde er bei einem 1:0-Sieg über den ES Troyes AC eingewechselt und debütierte somit für die Profis in der Ligue 1. Er kam 2017/18 auf vier Erstligaeinsätze und zwei Pokaleinsätze, in denen er einmal traf. Zur Saison 2018/19 wurde er zur Stammkraft in der Defensive Caens und spielte 29 Mal in der Meisterschaft. Nach dem Abstieg in die Ligue 2 war Armougom weiterhin gesetzt und spielte 22 von 28 möglichen Saisonspielen in der Liga und traf auch einmal in drei Pokalpartien. In der Spielzeit 2020/21 kam Armougom zu 24 Einsätzen in der Liga und einem Pokalspiel. Auch 2021/22 war er kein Stammspieler mehr und spielte lediglich 20 der 38 möglichen Ligaspiele.
Daraufhin verließ er den Verein zum Vertragsende und schloss sich dem Ligakonkurrenten FC Sochaux an. Auch dort kam er jedoch nur sporadisch zum Einsatz und spielte erneut in 20 der 38 Ligapartien.
Er verließ Sochaux nach nur einem Jahr direkt wieder und wechselte zum Erstligisten Clermont Foot.